# Stenotarsus tarsalis
Stenotarsus tarsalis es una especie de coleóptero de la familia Endomychidae.

## Distribución geográfica
Habita en México.